# Hamilton (Grenadinen)
Hamilton ist ein Hafenort auf der Insel Bequia, die zum Staat St. Vincent und die Grenadinen gehört. Er liegt an der Westküste der Insel, direkt im Anschluss an die Hafenstadt Port Elizabeth. Im Westen erstreckt sich eine Landzunge bis Point Peter und weiter nach Norden zum Northwest Point. 